# Brett Fraser
Brett Fraser, destacado deportista de Islas Caimán de la especialidad de natación quien fue campeón de Centroamérica y del Caribe en Mayagüez 2010.

## Trayectoria
La trayectoria deportiva de Brett Fraser se identifica por su participación en los siguientes eventos nacionales e internacionales:

### Juegos Centroamericanos y del Caribe
Fue reconocido su triunfo de ser el segundo deportista con el mayor número de medallas de la selección de  Islas Caimán 
en los juegos de Mayagüez 2010.

#### Juegos Centroamericanos y del Caribe de Mayagüez 2010
Su desempeño en la vigésima primera edición de los juegos, se identificó por ser el ducentésimo nonagésimo octavo deportista con el mayor número de medallas entre todos los participantes del evento, con un total de 2 medallas:

- , Medalla de plata: 200 m Espalda
- , Medalla de plata: 200 m Libre